# Herb powiatu ostrowskiego (wielkopolskiego)
Herb powiatu ostrowskiego – jeden z symboli powiatu ostrowskiego, ustanowiony 14 lutego 2002

## Wygląd i symbolika
Herb przedstawia na tarczy dwudzielnej z lewa w skos w polu pierwszym czerwonym jabłko królewskie błękitne z dwoma skrzyżowanymi kluczami złotymi oraz wstęgą złotą opasującą jabłko z krzyżem złotym (herb Ostrowa Wielkopolskiego), natomiast w polu drugim błękitnym osiem róż złotych o pięciu płatkach ułożonych w okrąg i ze srebrnymi środkami (nawiązanie do gmin powiatu).